# Chitrakoot Dham
Chitrakoot Dham (auch Chitrakoot, Chitrakut oder Karwi) ist eine Stadt im indischen Bundesstaat Uttar Pradesh.
Chitrakoot Dham liegt im Süden der nordindischen Ebene 100 km westsüdwestlich von Prayagraj sowie 65 km ostsüdöstlich von Banda. Die Stadt liegt an der Grenze zu Madhya Pradesh. Die Stadt wurde am 1. April 1958 durch administrative Vereinigung der beiden Städte Karwi und Sitapur gebildet.
Das Flüsschen Mandakini, ein rechter Nebenfluss der Yamuna, fließt entlang dem westlichen Stadtrand.
Chitrakoot Dham ist Verwaltungssitz des am 6. Mai 1997 aus dem Distrikt Banda herausgelösten Distrikts Chitrakoot. Die Stadt liegt an der nationalen Fernstraße NH 76 (Banda–Prayagraj). Die Stadt ist an das Eisenbahnnetz angeschlossen.
Chitrakoot Dham besitzt als Stadt den Status eines Nagar Palika Parishad. Die Stadt ist in 25 Wards gegliedert. Beim Zensus 2011 hatte Chitrakoot Dham 57.402 Einwohner.